# Негру-Воде Олександр Степанович
Олександр Степанович Негру-Воде (13 квітня 1931, село Кот, тепер Глоденського району, Молдова — 2 листопада 1978, місто Москва, тепер Російська Федерація) — молдавський радянський діяч, міністр сільського господарства Молдавської РСР. Член Ревізійної комісії КП Молдавії в 1961—1963 роках. Член ЦК КП Молдавії в 1963—1976 роках. Депутат Верховної Ради Молдавської РСР 6—8-го скликань. Доктор економічних наук (1969), член кореспондент ВАСГНІЛ (з 1974), академік ВАСГНІЛ (1978).

## Біографія
Народився в селянській родині.
У 1954 році закінчив Кишинівський сільськогосподарський інститут імені Фрунзе.
У 1954—1955 роках — агроном-виноградар Бардарської машинно-тракторної станції (МТС) Котовського району Молдавської РСР.
Член КПРС з 1955 року.
У 1955—1958 роках — голова колгоспу імені Ворошилова села Кінешка Резинського району Молдавської РСР.
У 1958—1960 роках — аспірант Молдавського науково-дослідного інституту садівництва, виноградарства та виноробства.
У 1960—1961 роках — асистент Кишинівського сільськогосподарського інституту імені Фрунзе.
У 1961 році — інструктор сільськогосподарського відділу ЦК КП Молдавії.
У 1961—1962 роках — 1-й секретар Котовського районного комітету КП Молдавії.
У 1962 році — начальник Котовського територіального виробничого колгоспно-радгоспного управління Молдавської РСР.
У 1962—1965 роках — 1-й заступник міністра виробництва та заготівель Молдавської РСР.
8 березня 1965 — 15 липня 1971 року — міністр сільського господарства Молдавської РСР.
У 1971—1974 роках — заступник академіка-секретаря Секції економіки та організації сільського господарства, голова наукової Ради з міжгосподарської кооперації та аграрно-промислової інтеграції ВАСГНІЛ у Москві.
У 1974—1976 роках — консультант сільськогосподарського відділу ЦК КПРС.
У 1976 — 2 листопада 1978 року — заступник міністра сільського господарства СРСР.
Помер 2 листопада 1978 року в Москві. Похований на Кунцевському цвинтарі Москви.

## Наукова діяльність
Автор понад 100 наукових праць, у тому числі 17 книг та брошур. Деякі публікації:
- Розміщення та спеціалізація сільськогосподарського виробництва. Москва: Колос, 1968.
- Аграрно-промислове кооперування у СРСР. Москва: Економіка, 1975.
- Міжгосподарська кооперація: досвід та проблеми. Москва: Колос, 1975.
- Економіка міжгосподарських та агропромислових підприємств та об'єднань / співавт.: М. Макеєнко, Ю. Сєдих. Москва, 1977.

## Нагороди
- два ордени Трудового Червоного Прапора (1966, 1972)
- медаль «За доблесну працю. В ознаменування 100-річчя з дня народження Володимира Ілліча Леніна» (1970)
- дві золоті медалі ВДНГ (1968, 1969)
- медалі